# Eupatorium hualienense
Eupatorium hualienense là một loài thực vật có hoa trong họ Cúc. Loài này được C.H.Ou, S.W.Chung & C.I Peng mô tả khoa học đầu tiên năm 1998.